# 288

288(이백팔십팔)은 287보다 크고 289보다 작은 자연수다.

## 수학
- 합성수로, 그 약수는 총 18개다. (1, 2, 3, 4, 6, 8, 9, 12, 16, 18, 24, 32, 36, 48, 72, 96, 144, 288)
  - 288의 진약수의 합은 531이므로, 288은 과잉수다.
- 4번째 아킬레스 수다. 앞의 아킬레스 수는 200, 다음은 392이다.
- 20번째 불가촉수다. 앞의 불가촉수는 276, 다음은 290이다.
- 8번째 십이각수다. 앞의 십이각수는 217, 다음은 369다.
- 8번째 오각뿔수다. 앞의 오각뿔수는 196, 다음은 405다.
- {\displaystyle 288=139+149}
  - 연속하는 두 소수(素數)의 합으로 나타낼 수 있으며, 이 성질을 지닌 앞의 수는 276, 다음 수는 300이다.
- {\displaystyle 288=1!\times 2!\times 3!\times 4!=1\times 2\times 6\times 24}
  - 4의 계승({\displaystyle 4!})까지의 곱이다.
- {\displaystyle 288=16\times 18}
  - 연속하는 두 짝수의 곱으로 나타낼 수 있으며, 이 성질을 지닌 앞의 수는 224, 다음 수는 360이다.
- {\displaystyle 288=2^{3}+4^{3}+6^{3}}
  - 연속하는 세 짝수의 세제곱합으로 나타낼 수 있는 가장 작은 수이며, 이 성질을 지닌 다음 수는 792이다.
- {\displaystyle 288=17^{2}-1}
- {\displaystyle 288=1^{1}+2^{2}+3^{3}+4^{4}}

## 과학·기술
- NGC 288(영어판): 조각가자리 방향에 있는 구상성단.
- 공통 중간 형식(CIF) 규격의 세로 방향 화소수.

## 교통
- 일본 288번 국도(일본어판): 후쿠시마현 고리야마시에서 후타바군 후타바정까지 이어지는 일본의 국도.
- 현도 제288호선

## 군사
- U-288(영어판): 제2차 세계 대전에 사용된 나치 독일의 군용 잠수함.

## 문화유산
- 대한민국의 국보 제288호: 부여 능산리사지 석조사리감
- 대한민국의 보물 제288호: 청동 은입사 향완
- 대한민국의 사적 제288호: 전주 전동성당

## 방송
- LG헬로비전의 CGN 채널 번호.

## 기타
- 연도: 288년, 기원전 288년